# Aleksander Gertz
Aleksander Jan Gertz (ur. 6 listopada 1928 w Inowrocławiu, zm. 21 maja 2018) – polski robotnik i polityk, poseł na Sejm PRL VII i VIII kadencji.

## Życiorys
Syn Andrzeja i Wiktorii. Uzyskał wykształcenie podstawowe. Pracował początkowo jako brygadzista, a następnie jako mistrz w Inowrocławskich Zakładach Chemicznych. W 1947 wstąpił do Polskiej Partii Robotniczej, a w następnym roku wraz z nią do Polskiej Zjednoczonej Partii Robotniczej. W latach 1950–1955 był członkiem Związku Młodzieży Polskiej. Od 1971 był członkiem Komitetu Wojewódzkiego PZPR w Bydgoszczy, a od 1975 członkiem jego egzekutywy. W 1976 uzyskał mandat posła na Sejm PRL VII kadencji w okręgu Inowrocław. Zasiadał w Komisji Górnictwa, Energetyki i Chemii oraz w Komisji Mandatowo-Regulaminowej. W 1980 uzyskał reelekcję. W Sejmie VIII kadencji zasiadał w Komisji Górnictwa, Energetyki i Chemii, Komisji Mandatowo-Regulaminowej, Komisji Odpowiedzialności Konstytucyjnej, Komisji Nadzwyczajnej do rozpatrzenia projektu ustawy Konstytucyjnej o Przedłużeniu Kadencji oraz w Komisji Przemysłu.
Pochowany na cmentarzu Św. Mikołaja przy ul. Marulewskiej w Inowrocławiu.